# Ermita de Nuestra Señora del Pilar (Villena)
La ermita de Nuestra Señora del Pilar se encuentra en el Valle de los Alhorines, en el municipio de Villena (Alicante, España). Está situada en medio de la huerta, a unos 5 km tanto de La Encina como de La Zafra, en la partida de La Gloria, y anexa a un gran caserón de dos plantas y una casa de labor denominados Casa Conejo.

## Estructura
La ermita, edificada sobre un zócalo de piedra, tiene una sola nave y se accede a ella a través de cuatro escalones fabricados en piedra caliza. Las paredes son de ladrillo y están encaladas en blanco, mientras que la cubierta, a dos aguas, está realizada con teja moruna. El hueco de la puerta, adintelado, está situado en el centro de la fachada central y está cerrado por una puerta de madera de doble hoja. 
Sobre la entrada se sitúa un óculo circular cerrado en hierro forjado, y encima de este un escudo de piedra en el que se lee SI DEUS PRO NOBIS[...]. La fachada se remata con una espadaña de ladrillo macizo.

## Historia
La ermita data, según el estudio realizado para el Plan General de Ordenación Urbana de Villena, de finales del siglo XVIII. Según fuentes orales en esta ermita tenían lugar los oficios religiosos de esta zona del valle, hasta que fue sustituida por la ermita de San Isidro de La Zafra. En la actualidad está abandonada, aunque existe un acuerdo entre el Ayuntamiento de Villena y la empresa Enerstar S.A. que destinará el complejo Ermita-Casa Conejo a Centro de Difusión de Energías Renovables (CDER).

## Protección
El templo tiene la condición de Bien de Relevancia Local.